# Gary Stretch
Gary Stretch (St. Helens, 4 novembre 1968) è un pugile e attore britannico.

## Filmografia

### Cinema
- Tis a Gift to Be Simple, regia di James C.E. Burke - cortometraggio (1994)
- Combinazione finale (Dead Connection), regia di Nigel Dick (1994)
- Infidelity/Hard Fall, regia di Jon Hess (1997)
- Shergar, regia di Dennis C. Lewiston (1999)
- Dead Dogs Lie, regia di Craig Singer (2001)
- Final Combat, regia di Menahem Golan (2003)
- A Good Night to Die, regia di Craig Singer (2003)
- Dead Man's Shoes - Cinque giorni di vendetta (Dead Man's Shoes), regia di Shane Meadows (2004)
- Alexander, regia di Oliver Stone (2004)
- Kill Charlie, regia di Craig Singer - cortometraggio (2005)
- The King Maker, regia di Lek Kitaparaporn (2005)
- World Trade Center, regia di Oliver Stone (2006)
- Afghan Knights, regia di Allan Harmon (2007)
- Tied in Knots, regia di Dain F. Turner (2008)
- Freebird, regia di Jon Ivay (2008)
- Deadwater, regia di Roel Reiné (2008)
- The Last Supper, regia di Rupert Bryan - cortometraggio (2009)
- The Heavy, regia di Marcus Warren (2010)
- Baseline, regia di Brendon O'Loughlin (2010)
- Mega Shark Versus Crocosaurus, regia di Christopher Ray (2010)
- The Girl from the Naked Eye, regia di David Ren (2012)
- Green Is Red, regia di Eli Sokhn - cortometraggio (2012)
- Le belve (Savages), regia di Oliver Stone (2012)
- Yellow, regia di Nick Cassavetes (2012)
- The Pugilists Son, regia di Chris Fretwell - cortometraggio (2013)

### Televisione
- Acapulco H.E.A.T. – serie TV, episodio 1x19 (1994)
- American decadence (Business for pleasure), regia di Rafael Eisenman - Film TV (1997)
- Profiler - Intuizioni mortali (Profiler) – serie TV, episodi 1x08 - 2x13 - 2x17 (1996-1998)
- The Commander: Windows of the Soul, regia di Jane Prowse - film TV (2007)
- Girls of Sunset Place – serie TV, 7 episodi (2012)

## Doppiatori italiani
- Massimo Lodolo in Combinazione finale

## Premi e candidature
| 2002 Phoenix Film Festival (Copper Wing Award): - Vinto miglior cast per Dead Dogs Lie (2001); 2004 British Independent Film Awards: - Nomination miglior attore non protagonista per Dead Man's Shoes - Cinque giorni di vendetta (2004); |